# 大木豊成
大木 豊成（おおき とよしげ、1960年3月5日 - ）はプロジェクトマネジメント・プロフェッショナル (PMP) を取得していたが、持せずに2010年に脱退している。現在はイシン株式会社および沖縄イシン合同会社の経営者大阪生まれ・シンガポール育ち。

## 略歴
- シンガポール大学（現：シンガポール国立大学）卒業
- 1999年 ソフトバンクグループ参画
- 2001年Yahoo!BB立ち上げに参画。BBテクノロジー（現：ソフトバンクBB）オペレーション本部企画部長就任。[1]
- 2005年 日本ファシリテーション協会　監事就任、2008年 退任
- 2008年 ソフトバンク株式会社（現：ソフトバンクグループ株式会社）退職。
- 2008年 イシン株式会社創立　代表取締役に就任。スマートフォン・スマートデバイス法人導入支援事業を推進
- 2011年 イシン株式会社がApple Consultants Networkに認定[2]

## 著書
- ファシリテーターの道具箱（ダイヤモンド社）
- ソフトバンク流「超」速断の仕事術―1か月かかる仕事を1週間でやり遂げる!（ダイヤモンド社）
- iPad on Businessーあなたのワークスタイルを変える実践活用ガイド（翔泳社）
- あたりまえだけどなかなかできない37歳からのルール（明日香出版社）
- 社員が出社しなくても仕事が止まらない会社のつくりかた（中経出版）